# Статева структура популяції
Статева структура популяції — кількісне співвідношення самок і самців в  популяції. Визначається по диференціальному рівнянню, запропонованому П. О. Полуектовим. Для визначення статевої структури популяції істотну роль відіграє статевий індекс.